# Francis Turatello
Francis Turatello, all'anagrafe Francesco Michele Turatello (Asiago, 4 aprile 1944 – Nuoro, 17 agosto 1981), è stato un criminale italiano, attivo nel corso degli anni settanta, soprattutto nella città di Milano.

## Biografia

### Origini e gioventù
Figlio di Luigia Turatello, una sarta veneta da tempo residente a Milano e ritornata nel Veneto durante la guerra, e da padre ignoto; alcune fonti sostengono che fosse figlio naturale del boss mafioso italo-americano Frank Coppola, detto Frank tre dita. Poco dopo la fine del conflitto, Turatello fa ritorno con la madre a Milano. Madre e figlio si stabilirono nel quartiere di Lambrate, dove Francesco crebbe in condizioni di ristrettezze economiche.

### La carriera criminale
Pugile dilettante in gioventù, si impiegò come commesso in un negozio di tappeti di via Manzoni. Al lavoro strinse amicizia con un giovane barista che portava i caffè in negozio, Michele Argento, detto Carlo; quest'ultimo, anch'egli in ristrettezze economiche, per incrementare i guadagni si diede alla criminalità, avviandovi anche l'amico Turatello, il quale dimostrò subito qualità da leader.
Fece la sua comparsa nell'ambiente criminale milanese come piccolo ladro di auto, per poi passare progressivamente ad imporre la sua personalità con ruoli sempre più di spicco, fino a porsi a capo di una banda criminale costituita da individui per lo più di provenienza catanese e dedita al controllo delle bische clandestine della città e allo sfruttamento della prostituzione (attività che, nel periodo di massimo successo, produceva introiti per decine di milioni di lire a sera).
Partecipò inoltre a diverse rapine e sequestri di persona, con la complicità della banda dei marsigliesi di Albert Bergamelli, tra cui la famigerata rapina a Roma ad un furgone della STEFER che trasportava oltre cento milioni di lire, avvenuta nel 1971. Turatello diventò celebre per la forte rivalità con un altro famoso bandito milanese, Renato Vallanzasca, circostanza dalla quale scaturì una sanguinosa faida. In seguito, dopo l'arresto di entrambi, ebbe luogo un progressivo avvicinamento fra i due, che diventeranno amici fino al punto che Turatello sarà addirittura testimone di nozze di Vallanzasca nel matrimonio con Giuliana Brusa celebrato nel carcere di Rebibbia, a Roma.

### L'arresto e il carcere

Francis Turatello durante il processo per i sequestri di persona.

Dopo una lunga latitanza, in quanto ricercato in varie città d'Italia per una vasta gamma di reati, dalla rapina alla ricettazione, al sequestro di persona, venne infine arrestato il 2 aprile 1977 in piazza Cordusio a Milano; processato come organizzatore dei clamorosi rapimenti degli industriali Carlo Alberto Nassisi, Carlo Lavezzari e Ludovico Zambeletti, venne condannato a dodici anni di detenzione, da scontare in regime di carcere duro. Nonostante questo, riuscì per un certo periodo a guidare dal carcere la sua banda e a gestire i propri affari criminali, ma in seguito iniziò il suo declino.
Dopo essere stato soppiantato da uno dei suoi uomini, Angelo Epaminonda (detto "il Tebano"), il quale puntava sul traffico di eroina in collaborazione con le mafie, nel gennaio 1978 venne barbaramente assassinata Emilia Luciana Zenari, detta Lia, fotomodella trentacinquenne, ex compagna di Turatello nonché madre di suo figlio Eros (il quale comparve sulla copertina dell'album Tutto il resto è noia del cantante Franco Califano, dichiaratamente grande amico di Turatello).
A febbraio fu invece il turno del suo amico e "viceré" Carlo Argento, ucciso in uno scontro a fuoco con le forze dell'ordine, mentre l'anno successivo venne ucciso anche l'avvocato Francesco Calafiori (originario di Diamante, borgo marittimo del tirreno cosentino e zio del filosofo Nuccio Ordine), storico difensore del boss. Il culmine della violenza si raggiunse il 3 novembre 1979 con la strage al ristorante "La Strega" di via Moncucco a Milano, in cui furono uccise otto persone a colpi di pistola: l'obiettivo principale dei killers era il titolare del locale, Antonio Prudente, pregiudicato pugliese legato a Turatello. A fine 1980 venne invece ucciso anche Sebastiano Vilardi, cassiere di Turatello noto come Nino Malacarne.
Nel 1978 Turatello fu protagonista di un tentativo di liberare Aldo Moro, sequestrato dalle Brigate Rosse: nonostante fosse detenuto, incaricò uno dei suoi uomini, Ugo Bossi, di avvicinare il boss di Cosa nostra Tommaso Buscetta nel carcere di Cuneo, affinché si attivasse per liberare lo statista rapito. In seguito, Bossi dirà ai magistrati che erano stati i servizi segreti a nominarlo mediatore. Le registrazioni dei colloqui tra Buscetta e Bossi verranno prese in considerazione anche nel processo di Palermo a Giulio Andreotti.

### L'omicidio
Turatello venne assassinato il 17 agosto 1981, all'età di 37 anni, nel carcere di massima sicurezza nuorese di Badu 'e Carros, in Sardegna, in modo efferato: nel cortile della prigione venne immobilizzato da Pasquale Barra (detto 'o Animale) e Vincenzo Andraous, mentre Antonino Faro e Salvatore Maltese lo accoltellarono ripetutamente fino a sventrarlo; non si sa se gli organi interni, molto lesionati, siano stati lacerati dai colpi profondi delle armi da taglio oppure addentati dagli assassini in segno di spregio. La direzione del carcere nuorese smentì categoricamente le notizie circolate su eventuali macabri rituali compiuti dagli assassini, dato che l'aggressione mortale si consumò in uno o due minuti, per cui non ci sarebbe stato il tempo necessario. Anche secondo Pierluigi Concutelli, spettatore impotente dell'omicidio nel cortile del carcere, non fu compiuto nessun vilipendio del cadavere.
Il movente dell'omicidio rimase sconosciuto perché i personaggi coinvolti diedero versioni contrastanti: secondo Barra e Maltese (divenuti nel frattempo collaboratori di giustizia e rei confessi dell'omicidio), il delitto venne deciso da Raffaele Cutolo e Angelo Epaminonda per impossessarsi degli affari illeciti su Milano che erano stati di Turatello; tuttavia Epaminonda, anch'egli diventato collaboratore di giustizia, negò con sdegno qualsiasi coinvolgimento nell'omicidio. Secondo l'altro assassino, Vincenzo Andraous, Turatello venne ucciso perché proteggeva in carcere Claudio Gatti, un ex membro della banda della Comasina considerato traditore e il mandante dell'omicidio sarebbe stato il capo della banda della Comasina, Renato Vallanzasca (che a sua volta negò l'accusa). 
Secondo Tommaso Buscetta, che era stato compagno di cella di Turatello nel carcere di Cuneo, l'omicidio venne commissionato ad Antonino Faro dal boss corleonese Luciano Liggio, che voleva vendicare uno "sgarro" commesso da Turatello nei confronti del mafioso siciliano Alfredo Bono. Secondo Cutolo, l'omicidio fu eseguito nell'ambito di uno scambio di favori con le Brigate Rosse, durante la trattativa per la liberazione del politico Ciro Cirillo, sequestrato dalle BR. Liberato Cirillo, oltre al riscatto, le BR ottennero una vendetta nei confronti di Turatello, colpevole di appoggiare i terroristi neri nel carcere di Nuoro e vessare i detenuti brigatisti. Sempre a detta di Cutolo, nelle intenzioni originarie, Turatello avrebbe dovuto essere solamente picchiato o accoltellato, ma la cosa poi degenerò nell'uccisione del boss milanese.
È sepolto nel cimitero urbano di Monza.

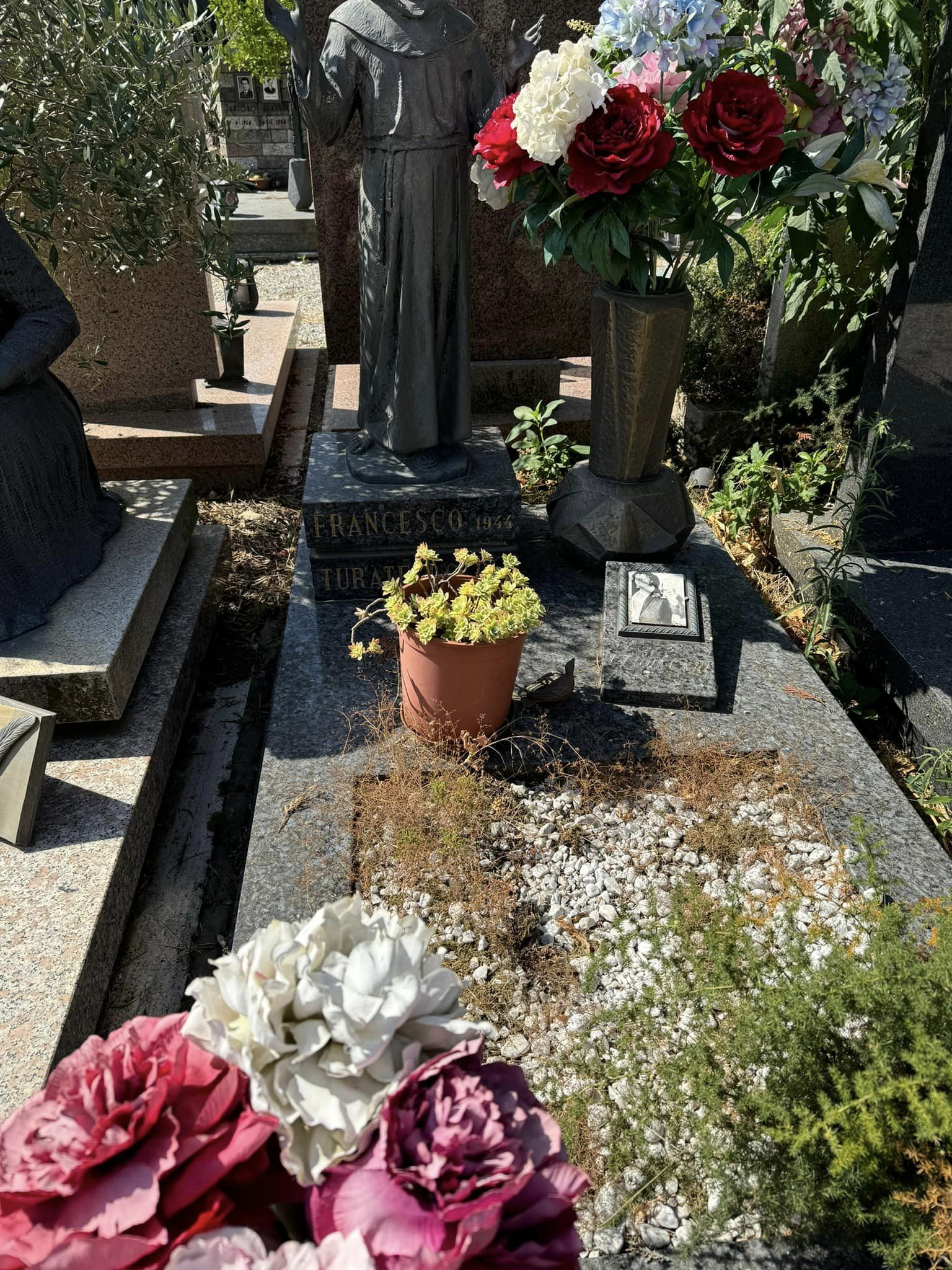
La tomba di Francis Turatello

## Legami con altre organizzazioni criminali
Turatello non ha mai fatto ufficialmente parte di nessuna delle organizzazioni criminali di stampo mafioso dell'Italia meridionale, come la camorra, la 'ndrangheta o Cosa nostra, ma si ritiene che nel corso della sua carriera criminale sia stato spesso in contatto con alti esponenti dei clan camorristici napoletani e delle famiglie mafiose siciliane. La figura di Turatello compare inoltre in molti episodi oscuri della storia d'Italia degli anni settanta, fra cui il rapimento e l'omicidio di Aldo Moro e alcune azioni criminali compiute dalla banda della Magliana.

## Cultura di massa
- Turatello è citato nel libro Senza manette di Franco Califano in qualità di conoscente ed amico del cantante e nel libro Il Camorrista - Vita segreta di Don Raffaele Cutolo del giornalista Giuseppe Marrazzo, in cui Cutolo ammetterebbe di essere il mandante dell'omicidio di Turatello;
- Nel film Il camorrista (1986) di Giuseppe Tornatore, il personaggio di Frank Titas, interpretato dall'attore Jean-Pierre Duriez, è ispirato a Turatello;
- Nel film Altri uomini (1997), il personaggio di Loris Corbi, interpretato da Ennio Fantastichini, si basa sulla figura di Turatello;
- Il personaggio di Turatello compare nel film Vallanzasca - Gli angeli del male (2010), dove è interpretato da Francesco Scianna;
- Turatello è citato nella canzone Mano armata del gruppo Decibel[21];
- È inoltre citato nella canzone Broken Language dell'album 17 di Jake La Furia ed Emis Killa e anche nella traccia Renè e Francis dello stesso album, dove i due rapper si immedesimano in Renato Vallanzasca e, appunto, Francis Turatello.[22]
- Turatello viene citato nella miniserie TV Il caso Enzo Tortora - Dove eravamo rimasti? (2012) da Renato Vallanzasca, interpretato da Riccardo Ballerini.
- La vicenda criminale di Turatello è raccontata nel docu-drama La mala. Banditi a Milano (2022), prodotto da Sky Documentaries.
- Nel film TV Califano (2024), Turatello è interpretato da Angelo Donato Colombo